# Ivanchanka
Ivanchanka  (ucraniano: Іванчанка) es un pueblo del Raión de Bolhrad en el Óblast de Odesa de Ucrania. Según el censo de 2001, tiene una población de 575 habitantes.